# آهک شکفته
آهک نشکفته همان آهک زنده CaO است که در اثر ترکیب شدن با آب تبدیل به آهک شکفته یا آهک مرده یا آهک آب دیده می‌گردد.
نام شیمیایی ترکیب حاصله بعد از واکنش با آب کلسیم هیدروکسید است.

## ترکیب شیمیایی آهک شکفته
آهک زنده میل ترکیبی شدیدی با آب دارد. فرمول این ترکیب به شکل زیر است: 
{\displaystyle Cao+H2O->Ca(OH)2+Q}
شدت حرارت آزاد شده {\displaystyle Q} به قدری است که مقداری از آب مصرفی را تبخیر می‌کند و مقداری از سنگ آهک را که کاملاً پخته نشده باشد تبدیل به آهک زنده می‌نماید.

## روش استفاده
در موقع کار اغلب آهک شکفته را سرند کرده و مصرف می‌نمایند. ولی چون ممکن است کلوخه‌های کوچک آب ندیده آهک، از سوراخ‌های سرند گذشته و وارد پی گردند و بعداً در داخل پی باز شوند این روش معمولاً مناسب نیست. برای استفاده صحیح از شیرآهک استفاده می‌شود. به این منظور، ابتدا آهک آب دیده را در حوضچه‌های کوچکی می‌ریزند، روی آن آب می‌بندند و برای مصرف از آن استفاده می‌کنند. اشکال این روش اینست که مصرف‌کننده در محل به رنگ سفید آب آهک اکتفا کرده و اغلب از میزان آهک مخلوط شده در شیر آهک بی اطلاع می‌باشد. در صورت کمتر بودن آهک مصرفی از ۲۰۰ الی ۲۵۰ کیلوگرم بر متر مکعب خاک محل مورد استفاده، شفته به دست آمده نامرغوب بوده و مطمئن نیست. این شفته باید حتماً خارج از محل استفاده (مثل پی) ساخته شده و کاملاً مخلوط گردیده و سپس به محل پی ریخته شود.